# Valmadrid
Valmadrid (aragónul Val Madriz) község Spanyolországban,  Zaragoza tartományban. Valmadrid Zaragoza, Mediana de Aragón, Puebla de Albortón, Fuendetodos, Jaulín és María de Huerva községekkel határos. Lakosainak száma 127 fő (2024).

## Népesség
A település népessége az utóbbi években az alábbiak szerint változott:
| Lakosok száma | 65   | 100  | 96   | 102  | 111  | 141  | 124  | 117  | 110  | 127  |
|               | 2001 | 2004 | 2007 | 2009 | 2012 | 2014 | 2017 | 2019 | 2022 | 2024 |